# Волкова (Брянская область)
Волкова (Волково) — деревня в Карачевском районе Брянской области, в составе Карачевского городского поселения. 

Расположена в 9 км к юго-западу от города Карачева. Население — 108 человек (2010).

## История
Упоминается с XVII века в составе Подгородного стана Карачевского уезда. В XVIII—XIX вв. — владение Бодиско, Карташевых, Полетика и других помещиков; было развито бондарное ремесло. До начала XX века состояла в приходе села Рождество.
До 1929 года входила в Карачевский уезд (с 1861 — в составе Бошинской волости, с 1924 в Вельяминовской волости). 
 С 1929 в Карачевском районе (до 1960 года в Сурьяновском сельсовете, в 1960—2005 гг. — в Бережанском сельсовете).
| Годы      | 1866 | 1878 | 1897 | 1926 | 1979 | 1989 | 2002 | 2010 |
| --------- | ---- | ---- | ---- | ---- | ---- | ---- | ---- | ---- |
| Население | 392  | 580  | 628  | 640  | 202  | 118  | 130  | 108  |